# Casamento de Maria (Campin)
O Casamento de Maria é uma pintura a óleo sobre madeira de cerca de 1420-1430 do pintor flamengo Robert Campin (Valenciennes, 1375 - Tournai, 1444) que está atualmente no Museu do Prado de Madrid.
A pintura representa os episódios evangélicos do Novo Testamento da escolha do noivo e do Casamento de Maria e José.

## Descrição
A obra, de forma similar à da Anunciação do mesmo autor que está também do Museu do Prado, tem dois cenários, um gótico em primeiro plano e um românico mais atrás e à esquerda.
Neste, um espaço circular coberto com uma cúpula, está representado o milagre da haste florida pelo qual José foi escolhido para casar com Maria. A decoração deste edifício, os vitrais, os capiteis e tímpanos, mostram cenas do Antigo Testamento que antecipam ou anunciam episódios do Novo Testamento, como o sacrifício de Isaac prenunciando a Redenção de Cristo e que também pode ser vista na Anunciação.
No pórtico gótico é representado o casamento de Maria e José como que anunciando a chegada da Nova Era.
No reverso do Casamento de Maria, estão pintadas em conjunto pelo mesmo autor, em grisalho e ao modo de esculturas, as figuras de Santa Clara e S. Tiago (em Galeria)

## História
A obra, que mistura o exotismo do gótico internacional e o naturalismo dos flamengos, foi durante algum tempo atribuida a Rogier van der Weyden.
Chegou ao Mosteiro do Escorial em 1584 tendo sido transferido para o Museu do Prado em 1839.

## Galeria

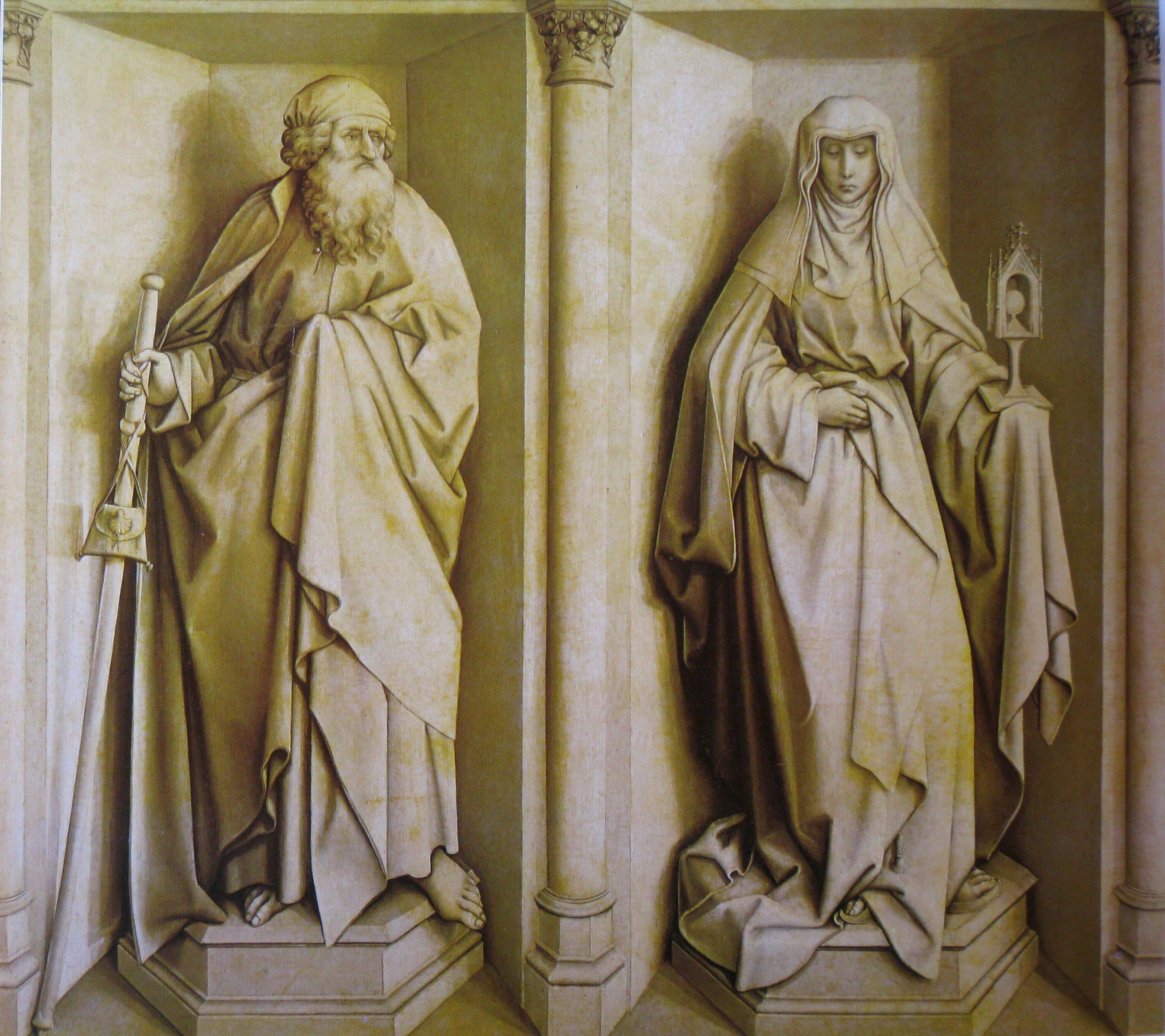
São Tiago e Santa Clara (1427), Robert Campin, Museu do Prado. Reverso de Casamento de Maria.
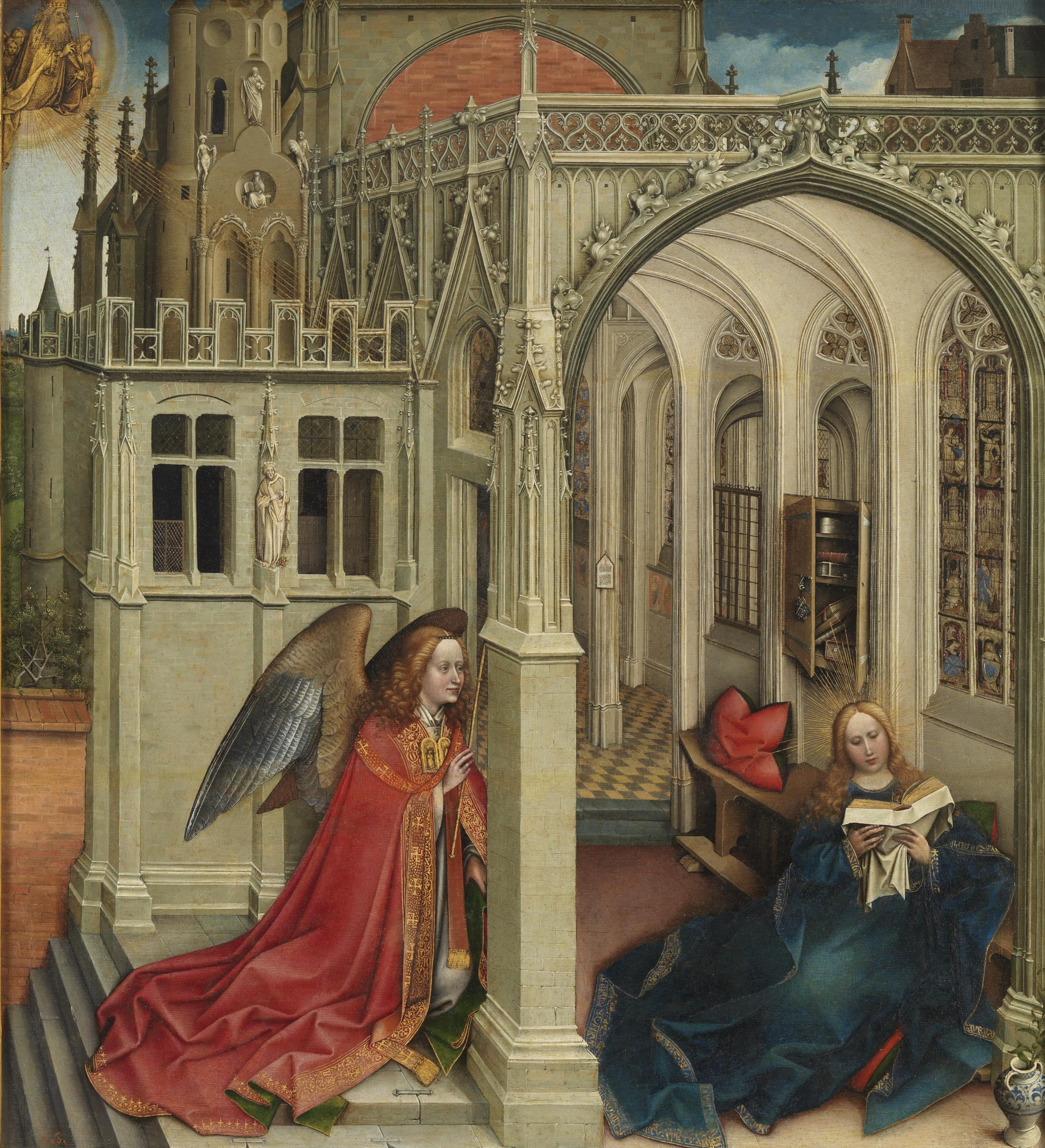
A Anunciação (1420-25), Robert Campin, Museu do Prado